# Theodor von Oppolzer
Theodor Egon Ritter von Oppolzer (født 26. oktober 1841 i Prag, død 26. december 1886 i Wien) var en østrigsk astronom, søn af Johann von Oppolzer, far til Egon von Oppolzer.
Von Oppolzer blev 1865 efter faderens ønske medicinsk kandidat, men havde i sin studietid ved siden af ivrig studeret astronomi og fra 1861 til 1865 publiceret 56 astronomiske arbejder, for det meste vidtløftige beregninger af planet- og kometbaner. 1866 blev von Oppolzer privatdocent og 1870 Prof. i Astronomi ved Univ. i Wien. 1872 indvalgtes han i den europæiske gradmåling og fra 1874 i dens permanente kommission, fra 1882 dens sekretær; han har dels selv direkte, dels under sit opsyn 1873—76 udført 40 længdebestemmelser foruden bredde- og azimutbestemmelser, så at i disse år så godt som det hele program blev gennemarbejdet.
1885 blev Opolzer Østrigs repræsentant i Comité international des poids et mesures. Ved siden heraf har han 1884 udført fundamentale pendulobservationer i Wien og publiceret en række betydelige astronomiske arbejder; ved hans død var deres tal 320. Af disse skal nævnes: »Lehrbuch zur Bahnbestimmung der Kometen und Planeten«, I, II (1870 [1882], 1880), »Ueber den Winneckeschen Cometen« (1870, 1873), »Ueber die Bestimmung einer Cometenbahn« (1868, 1869, 1871), »Syzygien Tafeln für den Mond« (1881), »Canon der Finsternisse« (1885), »Entwurf einer Mondtheorie« (1885, 1887), »Ueber die astronomische Refraction« (1886), »Ueber die Auflösung des Keplerschen Problems« (1885).